# Phelliactis capensis
Phelliactis capensis is een zeeanemonensoort uit de familie Hormathiidae.
Phelliactis capensis is voor het eerst wetenschappelijk beschreven door Carlgren in 1938.